# 아제딘 알라이아

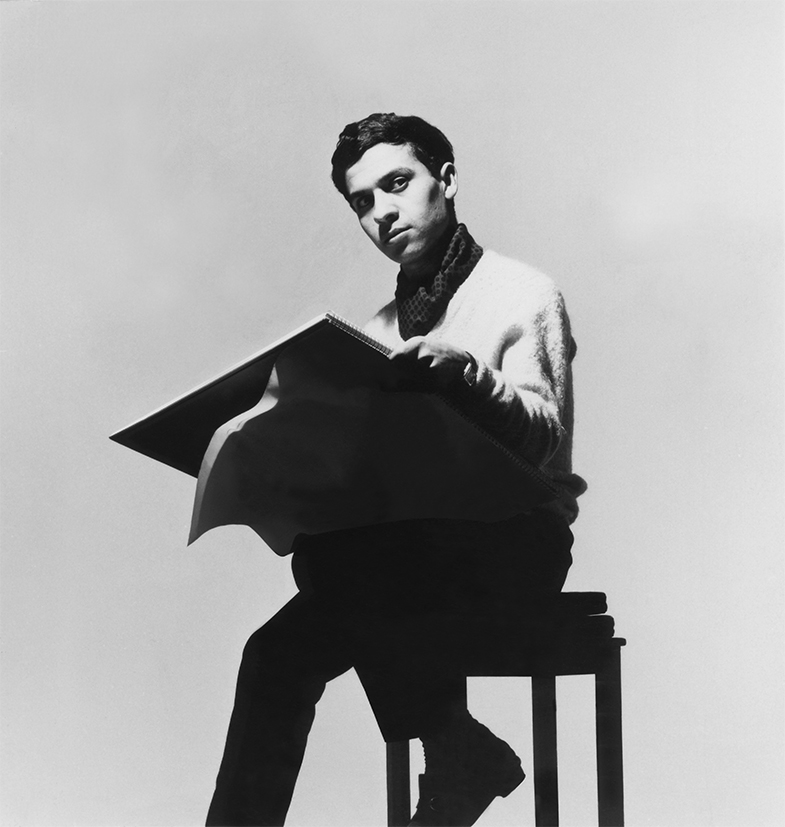

아제딘 알라이아(Azzedine Alaïa, 1935년 2월 26일 ~ 2017년 11월 18일)는 튀니지의 오트쿠튀르이자 신발 디자이너이다. 특히 1980년대를 기점으로 성공세를 달렸다.

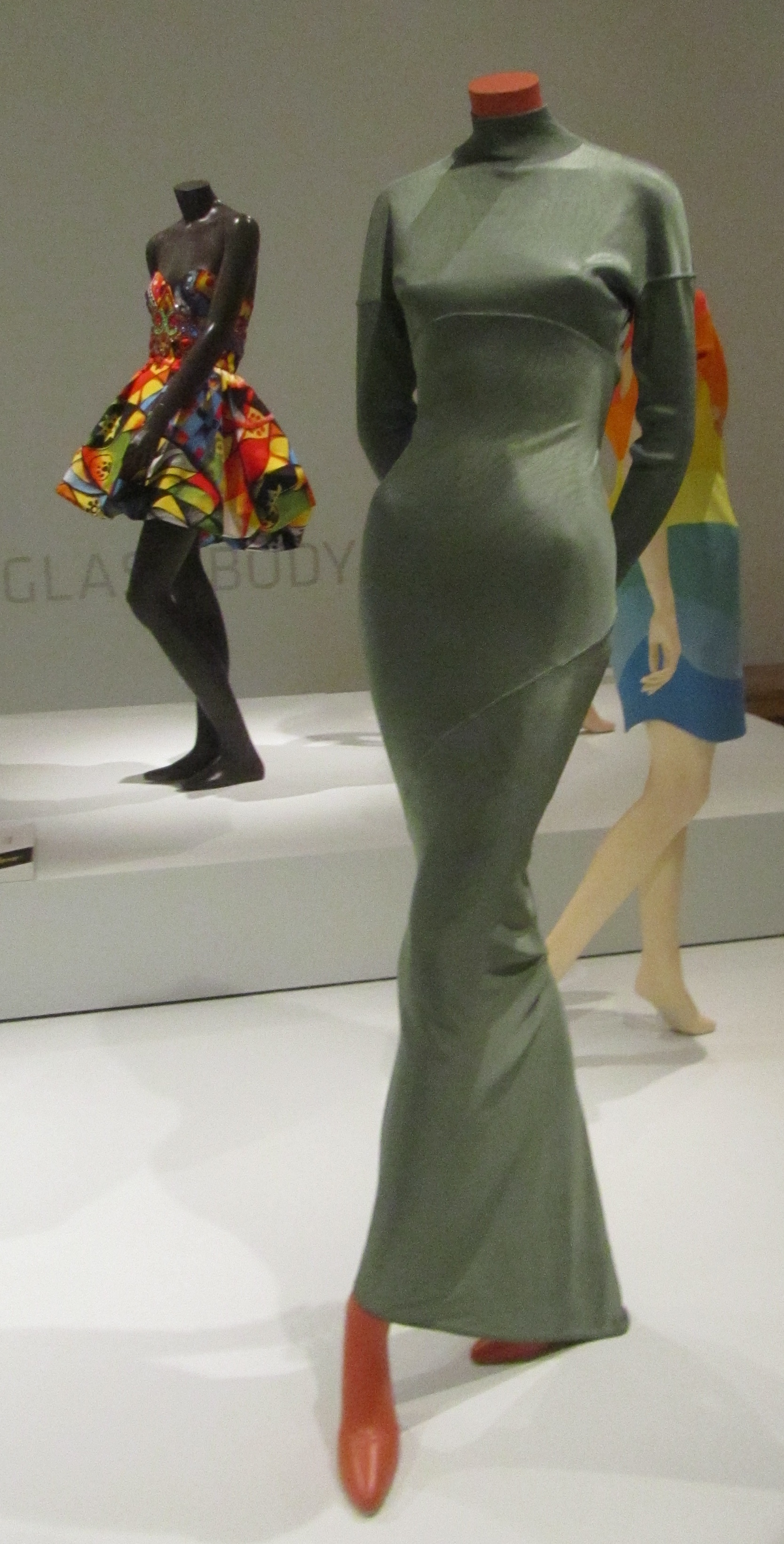
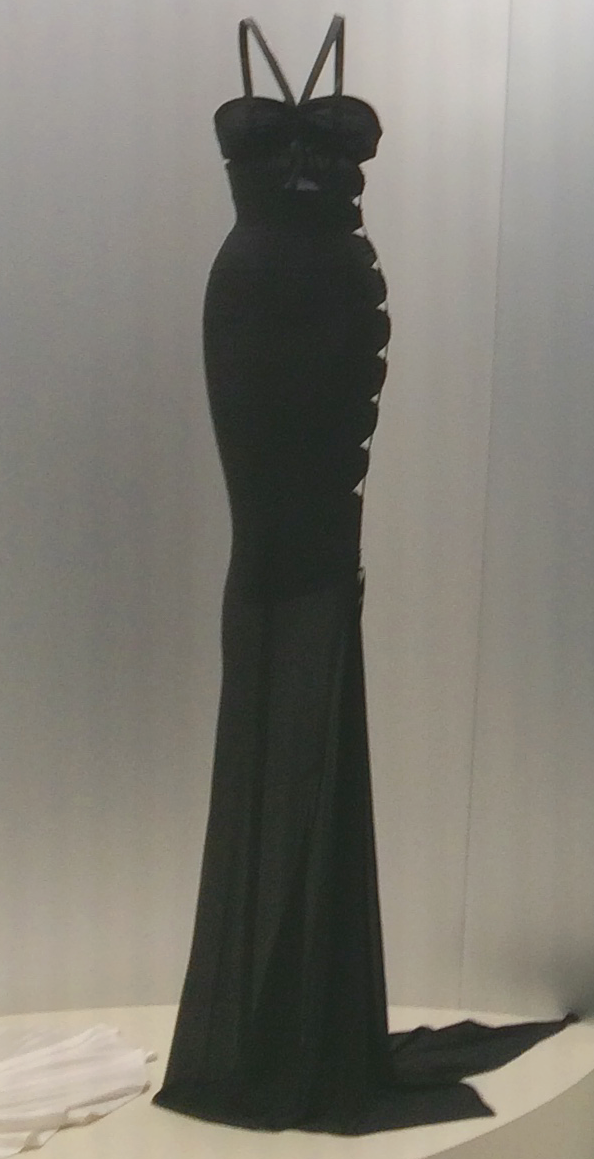
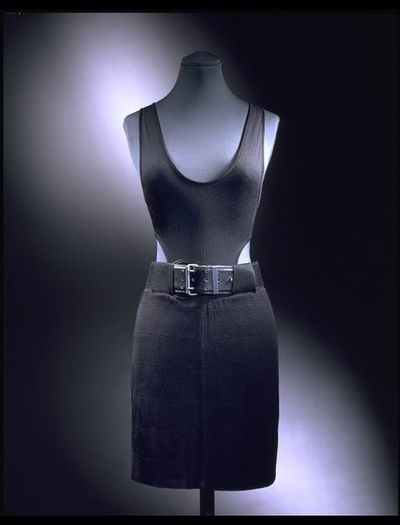

튀니지 튀니스에서 1935년 2월 26일 태어났다. 학교 조달을 위해 자신의 자매와 함께 드레스메이커로서 일했다.
2017년 11월 18일, 파리에서 82세의 나이로 사망했다.

## 같이 보기
- 레지옹 도뇌르 훈장